# Bundesvision Song Contest 2015
De Bundesvision Song Contest 2015 is de elfde editie van de Bundesvision Song Contest. Het vindt plaats in Bremen, Bremen, nadat Revolverheld het festival het voorgaande jaar won met Lass uns gehen. Het was de eerste keer in de geschiedenis dat het festival werd gewonnen door Bremen.

## Uitslag
| Plaats | Staat                     | Taal  | Artiest             | Lied                | Punten |
| ------ | ------------------------- | ----- | ------------------- | ------------------- | ------ |
| 1      | Rijnland-Palts            | Duits | Mark Forster        | Bauch und Kopf      | 170    |
| 2      | Noordrijn-Westfalen       | Duits | Donots              | Dann ohne mich      | 117    |
| 3      | Thüringen                 | Duits | Yvonne Catterfeld   | Lieber so           | 114    |
| 4      | Saksen                    | Duits | Radio Doria         | Sehnsucht Nr. 7     | 84     |
| 4      | Nedersaksen               | Duits | Madsen              | Küss mich!          | 84     |
| 6      | Baden-Württemberg         | Duits | Glasperlenspiel     | Geiles leben        | 82     |
| 7      | Hessen                    | Duits | Namika              | Hellwach            | 76     |
| 8      | Brandenburg               | Duits | Ewig                | Ein Geschenk        | 50     |
| 9      | Bremen                    | Duits | Gloria              | Geister             | 46     |
| 10     | Sleeswijk-Holstein        | Duits | Jeden Tag Silvester | Dein Glück          | 28     |
| 11     | Berlijn                   | Duits | Lary                | Bedtime blues       | 23     |
| 12     | Saarland                  | Duits | PerDu               | Lange nicht getanzt | 15     |
| 13     | Hamburg                   | Duits | Ferris MC           | Monstertruck        | 14     |
| 14     | Saksen-Anhalt             | Duits | 3Viertelelf         | Mona Lisa           | 13     |
| 15     | Mecklenburg-Voor-Pommeren | Duits | Buddy Buxbaum       | Termin im Park      | 10     |
| 16     | Beieren                   | Duits | Wunderkynd          | Hallo, hallo        | 2      |

## Scorebord
| Deelnemers                | HB | BB | SL | SA | BW | SS | SH | NW | BE | MP | TH | BN | NE | BR | HE | RP |
| ------------------------- | -- | -- | -- | -- | -- | -- | -- | -- | -- | -- | -- | -- | -- | -- | -- | -- |
| Hamburg                   | 10 | 0  | 0  | 0  | 0  | 0  | 4  | 0  | 0  | 0  | 0  | 0  | 0  | 0  | 0  | 0  |
| Brandenburg               | 1  | 12 | 5  | 1  | 3  | 8  | 0  | 1  | 8  | 0  | 6  | 1  | 0  | 3  | 1  | 0  |
| Saarland                  | 0  | 0  | 12 | 0  | 0  | 0  | 0  | 0  | 0  | 0  | 0  | 0  | 0  | 0  | 0  | 3  |
| Saksen-Anhalt             | 0  | 0  | 0  | 12 | 0  | 0  | 0  | 0  | 0  | 0  | 0  | 0  | 0  | 1  | 0  | 0  |
| Baden-Württemberg         | 3  | 6  | 6  | 4  | 12 | 5  | 3  | 6  | 4  | 2  | 3  | 4  | 3  | 5  | 6  | 10 |
| Saksen                    | 0  | 8  | 2  | 7  | 5  | 12 | 1  | 4  | 5  | 6  | 8  | 5  | 4  | 4  | 5  | 8  |
| Sleeswijk-Holstein        | 8  | 0  | 0  | 0  | 0  | 0  | 12 | 0  | 1  | 5  | 0  | 0  | 2  | 0  | 0  | 0  |
| Noordrijn-Wesfalen        | 7  | 5  | 8  | 6  | 7  | 6  | 8  | 12 | 6  | 7  | 7  | 8  | 8  | 7  | 8  | 7  |
| Berlijn                   | 0  | 2  | 1  | 0  | 1  | 1  | 0  | 2  | 10 | 0  | 1  | 0  | 1  | 0  | 2  | 2  |
| Mecklenburg-Voor-Pommeren | 0  | 0  | 0  | 0  | 0  | 0  | 0  | 0  | 0  | 10 | 0  | 0  | 0  | 0  | 0  | 0  |
| Thüringen                 | 6  | 7  | 7  | 8  | 8  | 7  | 6  | 8  | 7  | 8  | 12 | 10 | 5  | 2  | 7  | 6  |
| Beieren                   | 0  | 0  | 0  | 0  | 0  | 0  | 0  | 0  | 0  | 0  | 0  | 2  | 0  | 0  | 0  | 0  |
| Nedersaksen               | 5  | 4  | 4  | 5  | 4  | 4  | 7  | 5  | 3  | 4  | 5  | 6  | 12 | 8  | 4  | 4  |
| Bremen                    | 2  | 1  | 0  | 2  | 2  | 3  | 2  | 3  | 0  | 3  | 2  | 3  | 7  | 12 | 3  | 1  |
| Hessen                    | 4  | 3  | 3  | 3  | 6  | 2  | 5  | 7  | 2  | 1  | 4  | 7  | 6  | 6  | 12 | 5  |
| Rijnland-Palts            | 12 | 10 | 10 | 10 | 10 | 10 | 10 | 10 | 12 | 12 | 10 | 12 | 10 | 10 | 10 | 12 |

## Terugkerende artiesten
| Deelstaat                 | Artiest         | Eerdere deelname                                    |
| ------------------------- | --------------- | --------------------------------------------------- |
| Baden-Württemberg         | Glasperlenspiel | Baden-Württemberg 2011                              |
| Hamburg                   | Ferris MC       | Mecklenburg-Voor-Pommeren 2005 (deel van Deichkind) |
| Mecklenburg-Voor-Pommeren | Buddy Buxbaum   | Mecklenburg-Voor-Pommeren 2005 (deel van Deichkind) |
| Nedersaksen               | Madsen          | Nedersaksen 2008                                    |

2005 · 2006 · 2007 · 2008 · 2009 · 2010 · 2011 · 2012 · 2013 · 2014 · 2015
Baden-Württemberg · Beieren · Berlijn · Brandenburg · Bremen · Hamburg · Hessen · Mecklenburg-Voor-Pommeren · Nedersaksen · Noordrijn-Westfalen · Rijnland-Palts · Saarland · Saksen · Saksen-Anhalt · Sleeswijk-Holstein · Thüringen